# 띤잔 축제
띤잔(버마어: သင်္ကြန်)은 4월 중순에 나흘 닷새간 열리는 미얀마의 새해 축제다. 띤잔 축제의 물을 뿌리는 행위는 더러움과 귀신을 몰아내고 건강과 행복을 기원한다는 의미로써, 물을 뿌리는 사람도 물을 맞는 사람도 서로 웃는 얼굴로 기뻐하며 지내는 것이 바로 미얀마의 신년 풍습이다.